# Štefan Nosáľ
Prof. Ing. Štefan Nosáľ (20. ledna 1927 Hriňová – 22. července 2017) byl slovenský choreograf, režisér,
folklorista a pedagog, který byl znám jako umělecký vedoucí, choreograf a režisér slovenského folklórního souboru Lúčnica.

## Životopis
Studoval na gymnáziu v Banské Bystrici, kde v roce 1947 maturoval. V roce 1949 působil
jako sólista ve slovenském folklórním souboru Lúčnica, od roku 1951 zde pracoval jako choreograf a vedoucí tanečního souboru.
V roce 1953 absolvoval Stavební fakultu v Bratislavě a poté v roce 1957 ukončil studium choreografie na
Vysoké škole múzických umění v Bratislavě. V roce 1968 působil jako pedagog
na VŠMU. V letech 1972-1992 zde působil jako vedoucí Katedry taneční tvorby. V roce 1980 byl jmenován profesorem na VŠMU.
V roce 1984 vydal vysokoškolskou učebnici Choreografia ľudového tanca.
V letech 1975-1997 autorsky připravoval programy souboru Lúčnica, který více než 50 let vede a formuje. Vytvořil
zde více než 200 choreografických děl. Kromě toho působil i ve filmové a televizní tvorbě, choreograficky spolupracoval
s divadelními soubory: Slovenské národní divadlo Bratislava, SĽUK, Poddukliansky ukrajinský súbor,
Národní divadlo Praha, Československý státní soubor písní a tanců Praha, Královská opera Antverpy,
Folklorisch Danstheater Amsterdam, Státní soubor ŽOK - Moldávie, Státní soubor Tunis, soubor Tamburitza Pittsburgh USA,
Leningradský Musik hall. Působil také jako předseda a člen porot uměleckých soutěží zaměřených na balet a lidový tanec.
O svém životě a tvorbě hovoří v dokumentárním filmu Profily - Štefan Nosáľ (Slovenská televize Bratislava 1994,
scénář Dana Herrmanová, režie Fedor Bartko).

## Ocenění
- 1989 Národní umělec
- 1997 státní vyznamenání Řád Ľudovíta Štúra II. triedy.
- Křišťálové křídlo

## Diskografie
- 2000 Otec a syn - piesne z Hriňovej a Detvy - Ján Nosáľ a Štefan Nosáľ
- 2006 Lúčnica - Karpaty - Lúčnica, DVD (Choreografie - Prof. Štefan Nosáľ (1,3,4,6- 9,11-13)[1]